# ボノ・マンソ

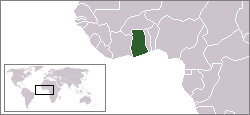
20世紀末現在のガーナの国土

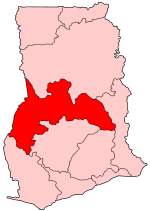
ガーナの国土とブロング・アハフォ州（赤）の位置 ボノ・マンソは州の中央部から南に短く突き出している部分に位置する。ガーナに西から流れ込む黒ボルタ川の南に相当する地域

ボノ・マンソ (Bono Manso) は、ガーナ共和国の中央部、ブロング＝アハフォ州(Brong-Ahafo)、熱帯雨林帯の北端でサバンナと接する好立地に位置する13世紀から17世紀にかけてサハラ交易で繁栄したとされる町である。
ボノ・マンソは、国家名として呼称する歴史研究者が散見されるが、Tekyiman人の口頭伝承によると国家名でなく、ボノ国の首都であったようである。そのことは、「ボノの国のあるところ」という文字通りの意味が示しているように思われる。ボノという名前は、（ボノ以外の話者によるとBrongと発音されるが）Twi語のボノ地方方言を話す人々のことを指し、この名称は、ガーナのブロング・アハフォ地方の南西部を除いた大部分を占める統合的な感覚（一体感）についても用いられる。もともとボノという名前は、特定の国家のことを想定する名前であった。
ところで、ガーナの初期国家についての最古の記録のひとつは、1629年にオランダで作成された地図であるが、その地図には、ボノのことをBonnoeと記している。名前や位置から考えてTekyimanの人々の主張の通りと思われる。これがそうであるなら、ボノ・マンソというのは、ボノ国の首都の名前であることをかえって裏付けていると思われる。
Tekyimanの口頭伝承ではボノというのは、「先駆者」という概念で用いられる。つまり全ての種のはじまりという意味である。そしてボノ国家は、現在のブロング・アハフォ地方で最初に発展した国家だからである。このような主張は、ボノという名称が酒宴や祭りのような状況で太鼓を敲いて歌う歌の中からその名前をとったことが裏付けられる。

## ボノ・マンソ地方の最初の住民と文化
ボノ・マンソの地に本格的に人々が住み始めた時代、すなわちアカン族の国家が形成されはじめるのは、食料生産が始まってから鉄器時代の初期にあたるだいたい紀元前2500年から紀元後1000年の間くらいと思われる。このころのボノ・マンソ地方の考古資料は、キンタンポ文化に属するものである。キンタンポ文化伝統の遺跡群は、ボルタ川の湾曲部、ガーナの森林の北限地帯にごく普通にみられるものであるが、ベゴー地方とボノ・マンソの遺跡群は、その物理的、立地的様相が著しく異なっている。

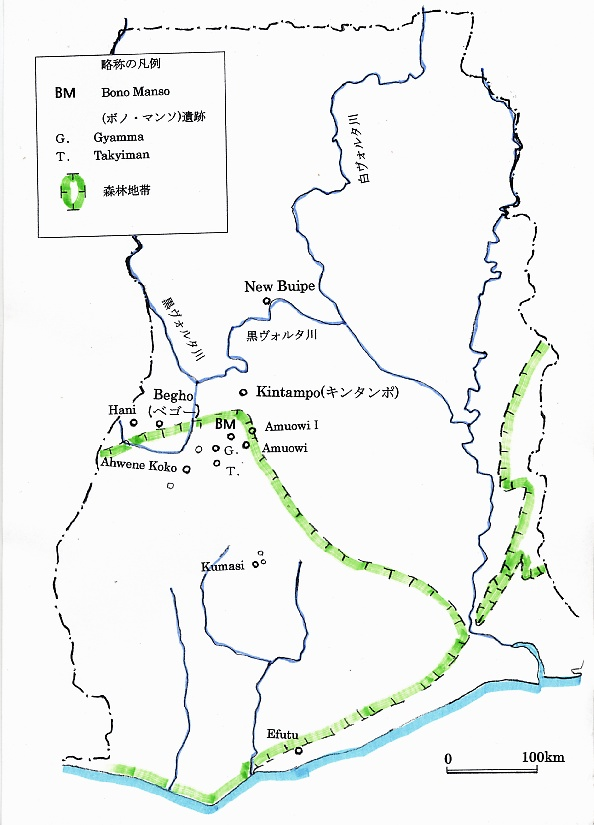
現ガーナ共和国内の考古遺跡

ボノ＝マンソ地方では、岩陰遺跡が多いが、ベゴー地方は、「野外集落（オープン・サイト）」である。この違いは、時代ごとの占地の違いではなく、実際にベゴー地方で、砂岩の露頭のような地層が露出した場所は見られないが、ボノ・マンソ地方では、ごく普通に砂岩の崖の露頭と岩陰がみられる。ボノ・マンソとベゴーでは、同じ文化であることを象徴する遺物が生産されていた。つまり、磨製石斧、石製ブレスレッド、溝状の装飾が施された石、「やすり」、粗製の風化した装飾のくしの破片がみられる。
ボノ・マンソ地方では、4ヶ所かそれ以上の製品製作をおこなう伝統を持つ遺跡が北半分で発見されているが、それは、標式遺跡であるキンタンポ遺跡により近接している場所である。ボノ・マンソの南西約20kmに位置するGyammaの古老たちが神聖な場所と考える遺跡はすべてキンタンポ文化の道具と密接な関係があり、遺跡の年代は紀元前1500年から同1100年の間に相当する。キンタンポ文化とボノ・マンソの最も古い土器については関連性を見いだせない。このことは、キンタンポ文化が築かれたのは、ボノの人々が来る以前かボノの人々が別の場所に住んでいた時代のどちらかであったことを示す。

## ボノ・マンソの編年と発展
ボノ・マンソは、周辺の他の遺跡にくらべて倍以上の規模があり、口頭伝承によると古代の交易の鍵となる場所にあったとされている。aponkokman、すなわち「馬の通り道」は、他の遺跡では1本あればいいほうで完全に失われていることが多い。考古学的にも口頭伝承から考えても「馬の通り道」は、主要な遺跡に集中していることを想定させる。ボノ・マンソへ至る交易路の数は、近隣のどの遺跡よりも多いと思われる。交易路が多いということは、出生率、死亡率、移住、男女比率などを考えようとしても、人口の流動性が多いことを予想させるため、ボノ・マンソの人口規模の把握を困難にする。
ボノ・マンソの人口規模を把握し、推測するのに最も有効なのは、マウンドの規模だと思われる。というのは、マウンドは、廃棄された家の大きさにほぼ相当すると推定されるからである。ボノ・マンソはおおきく3つの時代に区分される。
まず、第1相の時代は、13世紀から14世紀の時期に相当し、この時期の土器は至るところに散布がみられるものの、10000m2の面積で、100m2あたり4つのマウンドが作られている。このことは、1軒につき5人の人は住まなかったことを意味する。100m2の単位が230箇所あることを考えると1相の時期は4600人、ゴミが廃棄されてできたマウンドで10%ほど減らして4140人くらいだったと推定される。どうようにして2相と3相を計算すると、2相のときは、10000人、3相のときは8000人ほどであったと考えられる。2相と3相の時期の家は、1相のときのような網枝に泥を塗りたくって造ったものではなく、より洗練されて規模も大きくなっている。
土器の採集量は、2相は、100m2あたり132片、3相は、100m2あたり98片となっている。いくつかの推定がこのごく仮説の域にとどまるモデルから引き出すことができる。まず遺跡全体に1相の居住がみられるが、薄く広く散在的であったということである。これは、出土品から考えても1相の終末から2相にかけての時期である15世紀から16世紀ごろに著しく人口が増加したと考えられることから推定できる。
ボノ・マンソの最盛期は、2相の時期の居住に見られる。人口の増加は、土器の生産が1相後半の占地から引き継がれて大きく発展したのみならず、土器の中央部の文様帯に縄目文やトウモロコシの穂軸状のミシン目文様が施されるようになり、表面を石灰で塗り固めたように見せる土器が出現したり、丁寧に文様が施された喫煙用パイプがあらわれるのもこの時期である。2相の占地が確認できる堆積層をはがすとその下はほとんど1相の占地を示す堆積層だということは、1相の集落が放棄されたのではなく、人口の増加も突然の移住の結果ではないことを示す。
2相の時期には、新しい考え方を持った新たな人々が着実に入ってきて定着していったが、3相になると人口が減少する。2相の時期の富や生活の高度な水準が3相の時代に引き継がれていった。3相の時期に新たに加わった要素に曲線状の沈線をほどこした雲母をちりばめたような異なった種類の煙草パイプの出現である。ボノ・マンソに関する口承伝承には、戦争のあとに飢饉がおこったことや王位継承の抗争で王族たちが暴行をおこなったために住民が海岸地方へ避難したと伝えられている。また、この時期はサハラ交易のルートが東へ移動する時期であり、17世紀から18世紀には、いずれにしても人口減少の強い誘因があったものと考えられる。少なくとも考古学的な調査の成果から、3相の時期に経済的格差によって北から南への人口の移動があったこと、内在的、政治的な不安定さがあったことがうかがわれる。ボノマンソで最大の「家」の遺構は、王宮で、王宮は、法廷、奴隷や后たち、料理人たち、芸術家たちの住む多くの区画に区分でき、歴代の君主は、同じ王宮に住んでいたと考えられ、これは、ボノ・マンソの住民の末裔と考えられるTekyimanの人々にも見られる習慣である。
口承伝承者の間で、ボノ・マンソに見られる木製の柵がボノ・マンソの周囲をめぐるものか、ボノ・マンソの入り口へつながるものか意見は分かれるものの、防御施設である点については一致している。ボノ・マンソの町の構造は、水利や政治的発展と密接な関係があったと考えられている。13～14世紀頃の1相の居住は散在的だが2相以降は、遺跡の中央部に小さな家屋が集中して築かれている。このことは、1相の時期は、ゆるやかだった政治的結合が、2相以降は、強力な政治的権威のもとに統合されたことを示していると推定されている。注目される外国との交易を反映する居住は、外国人居住者が住んだことでは同様と考えられてきたベゴーとは異なり、町の中心から4km離れたところに外国人の居住地がある。ボノ・マンソの町の中から出土した土器の分析をしても著しく異なった居住地域は見られない。このことは、たとえボノ・マンソに、外国人が居住してきても数は少なく女性の陶器工人が中心であって、外国人の間で彼女たちが暮らさなかったのなら在地の土器を製作することを受け入れたのだと思われる。

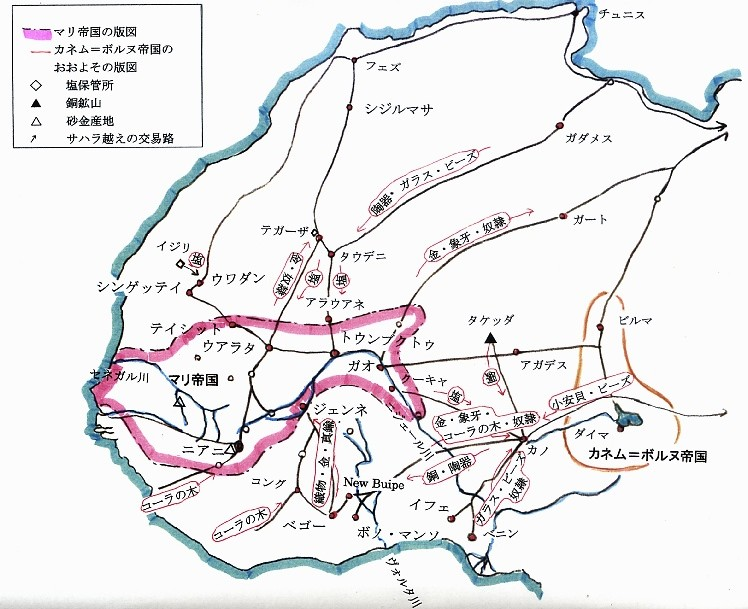
13世紀～15世紀初頭のサハラ交易路。このころボノ・マンソ1相の居住が開始される。

## ボノ・マンソと交易
考古学の成果からは、ボノ・マンソの交易活動についての直接的証拠は発見できなかったが、外部の人々との思想的な影響や物資の交換を推定させる様相を確認することはできる。まず第一に挙げられるのはaponko(馬)に関する口承伝承で、ponkoとは、マンデ人から借用語であり、馬が普通にみられる北方や北西のサバンナ地方との密接な結びつきを想像させる。ポズナンスキーなどの研究者が指摘するように2相の11、12形式の土器の器形について考えると、11形式の土器は、ベゴーの土器であって、1相後半から継承されている。ボノ・マンソに交易品として持ち込まれた金属製品を原形とする在地的な模倣品である。古代の真鍮製の碗がボノ・マンソからしばしば発見されるが、そのような真鍮製の碗は、儀式や神々を崇拝する行為のために用いられるものである。ベゴー地方でも同じ用途で用いられ大切に扱われる。このような遺物は、ニジェール川流域との交易活動の活溌さを示す証拠のように思われる。金属製の器の土器による模倣品は、ニジェール川中流域との交易が15～16世紀に頂点を迎えたことを想起させる。17世紀後半から18世紀はじめは、ヨーロッパ人との交易がわずかにうかがわれるはずの時期であるが、ボノ・マンソには、そのようなヨーロッパ人との交易や海岸地方との接触をうかがわせる考古学的証拠はみられない。むしろボノ・マンソには、近隣の地域間交易の影響のほうが色濃く見られる。1相から3相の居住地から出土する遺物からはボノ・マンソから半径200km以内のベゴーやニュー・ブイペ(New Buipe)、Ahwene kokoとの接触があったことが確認できる。「国際的な」交易、いいかえれば、ボノ・マンソと南方との交易については、17～18世紀においてのみ明瞭に見られる。ボノ・マンソの立地は、ガーナ共和国の中央部であることから、13～14世紀にかけては、ニジェール川中流域を中心とする北側の交易圏に属し、17～18世紀には南側の交易圏に属するなど振り子のように揺れ動いたと思われる。しかし、地域的、国際的な交易という視点から離れてみると、ハニ(Hani)遺跡で見られるように2世紀頃からの鉄器製作の伝統があって、ボノ・マンソでは少なくとも15世紀頃から真鍮の鋳造や鉄器製作がおこなわれており、交易のためにこのような金属の加工をおこなっていたのか地域的な改良にとどまったのか判断は難しい。